# Pelomys fallax
Pelomys fallax es una especie de roedor de la familia Muridae.

## Distribución geográfica
Se encuentra en Angola, Burundi, República Democrática del Congo, Kenia, Malaui, Mozambique, Namibia, Ruanda, Tanzania, Uganda, Zambia, y Zimbabue.

## Hábitat
Su hábitat natural son: sabanas húmedas y praderas.